# Tadjoura
Tadjoura, també Tadjourah, Tadjura o Tadjurah (àfar: Tagórri; àrab: تجرة, Tajura; somali: Tajuura) és una ciutat i port de Djibouti, antiga capital del sultanat àfar del mateix nom i modernament capital d'un districte (regió) de la república de Djibouti. Es troba a la costa nord-oest del golf de Tadjoura. La seva població és d'uns 25.000 habitants. Disposa d'aeròdrom i està unida a la ciutat de Djibouti per ferri. Està als peus de les muntanyes Goda.

## Etimologia
El seu nom deriva de tagor, plural de tagra que vol dir «cubell d'aigua», és doncs equivalent a «els cubells dels pous», però també pot traduir-se per «lloc abundant d'aigua».

## Geografia
És famosa per les seves cases blanques. Les cases antigues estaven formades per construccions cobertes de canyes de bambú, entremig de palmeres; hi ha dues antigues mesquites. Antic edifici de la duana i el fortí francès però construït inicialment pels egipcis vers 1875. La ciutat disposa de diversos pous; els habitants són àfars i poc donats a l'agricultura i més a la pastura i la pesca; alguns artesans fabriquen estores i cistelles amb palla i parts d'arbre; a la costa es troba ambre i nacre. Antigament el comerç s'orientava cap a Shoa i Harar.
L'antiga rada està mal protegida i serveix per a molt pocs vaixells i cap de gran tonatge, encara que es pot accedir-hi fàcilment. El litoral és arenós i pla dominat al nord per una sèrie de turons que arriben a l'oest fins a les muntanyes volcàniques del Djebel Goda (1665 metres).

## Història
Al segle xiv es va establir a la zona un cap àrab de nom Hadalmahaais i el clan a través del seu segon fill Adaaal. Tadjoura ja s'esmenta a les cartes portugueses a l'inici del segle xvi. Segurament els adaalis dominaven la regió de l'alt Weeima, però vers el 1600 van expulsar de la zona de Tadjoura al clan Ankaala que l'ocupava. El 1705 el sultà va tenir els primers contactes amb francesos que anaven a Mokha i van arribar a Tadjoura per accident; era alehores sultà Muhammad ibn Dini. El sultanat de Tadjoura s'anomenava l'extensió [sotmesa al] dardar de Tadjoura ('Tagorri dardarih deddar') i el seu títol era dardar derivat del persa sardar (mal traduït com a sultà); disposava d'un visir (bonoyta) que s'alternaven els dos clans principals, Burhanto i Diinite. Tadjoura en fou la capital; limitava al nord i est amb el sultanat de Raheita (Rahayto) (que s'havia engrandit a costa del de Tadjoura), al nord i oest amb el sultanat d'Awsa, i al sud-oest amb el de Gobaad (sultanat de Gobad).
La convenció entre França i els sultans de Tadjoura, Rahayto i Gobad de l'11 de març de 1862 va cedir a la primera el port d'Obock (Oboki, en afar Hayyu) que no fou ocupat efectivament fins al 1884. Llavors Lèonce Lagarde, nomenat poc abans delegat a Obock, va signar els tractats de protecció, el 9 d'agost amb Gobad, i el 21 de setembre amb Tadjoura. Els sultanats foren reunits a uns territoris somalis el 1896 per formar la colònia de la Costa Francesa dels Somalis. La ciutat va entrar en decadència quan es va obrir el ferrocarril entre Addis Abeba i Djibouti (iniciat el 1901 i es va estendre a Dire Dawa el 1903, per arribar a Addis Abeba el 3 de desembre de 1929). El 1949 fou feta capçalera d'un cercle administratiu de 13.000 km² (que encara forma un dels cinc districtes de la república de Djubouti). La població fins a la independència no va passar de tres mil persones (passava de deu mil el 1997, i 70.000 per tot el districte).
El 1991 el sultà de Tadjura, que havia perdut prestigi per la seva complaença amb el govern somali de Djibouti, va refusar intervenir per obtenir la rendició de tres mil guerrillers àfars revoltats (com li demanava el govern) i va recuperar part de la influència perduda. En la guerra civil entre àfars i isses, el 1992 fou amenaçada pels rebels del Front per la Restauració de la Unitat i la Democràcia (FRUD). El 27 de novembre de 1992 les tropes franceses es van retirar de Tadjoura. El febrer de 1993 l'exèrcit va recuperar el sud del país i el juliol va iniciar una ofensiva contra el FRUD a l'oest conquerint la base principal a Assa-Gueyla, i les ciutats de Balho, Dorra, i Randa. Les forces del FRUD es van retirar a les muntanyes del nord i nord-oest. El gener del 1994 el sultà de Tadjoura, líder tradicional afar, va demanar la intervenció de l'ONU per evitar les matances de civils.

## Sultans de Tadjoura
L'any és el d'entronització; des de la mort del sultà a l'entronització del següent ha de passar un any de dol.
- 1620 Burhan bin Muhammad
- 1630 Dini bin Muhammad
- 1655 Kamil bin Burhan
- 1655 Hamad bin Dini (o Muhammad bin Dini)
- 1680 Musa bin Kamil
- 1680 Dini bin Hamad (o Nasser bin Hamad)
- 1705 Hamad bin Musa
- 1705 Muhammad bin Dini
- 1740 Muhammad bin Hamad
- 1770 Hamad bin Naser
- 1770 Hummad bin Muhammad
- 1800 - 1820 Mandaytu bin Hamad
- 1821 - 1859 Ad'allom Muhammad bin Hummad
- 1860 - 9 Mar 1862 Muhammad bin Mandaytu
- 1863 - 1879 Hummad bin Ad'allom Muhammad
- 1880 - 24 d'agost de 1912 Hummad bin Muhammad
- 2 de desembre de 1913 - 6 d'agost de 1927 Muhammad bin Arbahim
- Desembre de 1928 - 21 d'abril de 1962 Hummad bin Muhammad bin Arbahim
- 18 de maig de 1964 - 1984 Habib bin Hummad bin Muhammad
- 8 d'abril de 1985 - 17 May 2019 Abdul Kadir bin Hummad bin Muhammad bin Arbahim